# اسپن هایسیس
اسپن هایسیس (به انگلیسی: Aspen HYSYS) شناخته‌شده‌ترین نرم‌افزار شبیه‌ساز فرایند در حوزه مهندسی شیمی و نفت است. این نرم‌افزار در ابتدا توسط شرکت دانش بنیان هایپروتک (Hyprotech) در دانشگاه کانادایی کلگری توسعه داده شد. پس از آن، این شرکت به عنوان یک نهاد مستقل از دانشگاه شروع به فعالیت کرد و توانست نرم‌افزارهای مختلفی از جمله هایسیس را توسعه دهد. در سال ۲۰۰۲، شرکت آمریکایی اسپن تکنولوژی اقدام به خرید شرکت هایپروتک کرد. در نهایت این شرکت و تمام نرم‌افزارهای تحت مالکیت آن به قیمت ۵۰ میلیون دلار به اسپن تکنولوژی واگذار شد. اسپن تکنولوژی با خرید هایسیس بزرگترین رقیب خود در زمینهٔ شبیه‌سازی را تحت مالکیت خود قرار داد و به غول شبیه‌سازی فرایند در مهندسی شیمی تبدیل شد.

## ریشه‌شناسی
هایسیس (به انگلیسی: HYSYS) یک تکواژ چندوجهی است که از هایپروتک (به انگلیسی: Hyprotech)، نام شرکت سازنده آن، ایجاد شده است.

## هایسیس پس از ادغام با اسپن
اسپن تکنولوژی پس از خرید هایپروتک، نرم‌افزار هایسیس را به بستهٔ شبیه‌سازی خود اضافه کرد و قابلیت‌های زیادی را با آن اضافه کرد تا این نرم‌افزار بتواند از دیتابانک قدرتمند نرم‌افزار اسپن استفاده کند. شرکت اسپن پس از آن که هایسیس به آن اضافه شد تغییرات عمده ای را در ظاهر نرم‌افزار ایجاد کرد، تا ظاهر نرم‌افزار شباهت بیشتری با نرم‌افزار اسپن پلاس داشته باشد. اما زیرساخت‌های نرم‌افزار هایسیس در زمینهٔ شبیه‌سازی بدون تغییر باقی ماند.

## ویژگی‌ها
نرم‌افزار هایسیس کاربر پسندترین نرم‌افزار شبیه‌سازی می‌باشد و به همین علت دانشجویان مهندسی شیمی در گام اول باید با آن آشنایی پیدا کنند. از سوی دیگر متد حل مسئله در این نرم‌افزار به گونه ای طراحی شده که سرعت حل را به شدت بالا برده و زمان حل را به کمتر از دقیقه کاهش داده‌است.